# Dancing in the Moonlight (King Harvest)
Dancing in the Moonlight is een single van het gelijknamige album van de Frans-Amerikaanse band King Harvest. Het nummer behaalde de 13e positie in de Amerikaanse hitlijst. Het lied is geschreven door Sherman Kelly. In 2000 scoorde Toploader een wereldwijde hit met hun cover van dit nummer.

## Toploader
Dancing in the Moonlight kende echter zijn grootste succes met de cover van Toploader, die in februari van 2000 werd uitgebracht. Deze versie behaalde de 16e plaats in Nederland. 

## Hitnoteringen

### Nederlandse Top 40
| Positie: | 25 | 16 | 19 | 23 | 33 | uit |

### NPO Radio 2 Top 2000
| Nummer met noteringen in de NPO Radio 2 Top 2000 | '21  | '22  |
| ------------------------------------------------ | ---- | ---- |
| Dancing in the Moonlight                         | 1905 | 1949 |

1. ↑  Een vetgedrukt getal geeft de hoogste notering aan.
2. ↑  2021 was het eerste jaar met een notering voor dit nummer.
3. ↑  Deze tabel is bijgewerkt tot en met de laatste editie (2024).

## Jubël
In 2020 maakte het Zweedse dj-duo Jubël een deephouseversie van het nummer, ingezongen door de eveneens Zweedse zangeres Neimy. In Zweden werd deze versie een grote hit, met een 9e positie in de hitlijsten. In Nederland haalde deze versie de 4e positie in de Tipparade, en in Vlaanderen bereikte het de 34e positie in de Tipparade.